# Yolanda Park
Park Ji Gyeong (en hangul, 박지경; romanización revisada, Bak Ji Gyeong; nacida el 20 de agosto de 1980(1992)), más conocida como Yolanda Park, es una locutora de radio y presentadora de televisión surcoreana radicada en Paraguay. Es conocida por ser la copresentadora de La mañana de cada día del SNT entre 2002 y 2019. Actualmente es la copresentadora de Será un gran día del Trece.

## Primeros años y educación
Park Ji Gyeong nació el 20 de agosto de 1980 en Busan (Corea del Sur). Se mudó con su familia al barrio Tapiracuái de la ciudad de San Estanislao (Paraguay) cuando tenía dos años. Antes de mudarse, vivieron en la Villa Cultural Gamcheon en Busan.
Estudió ciencias de la comunicación en la Facultad de Filosofía de la Universidad Nacional de Asunción.

## Carrera
Park empezó como cronista para Radio Uno en 2001. Su primera aparición como presentadora en La mañana de cada día fue el 1 de mayo de 2002. Entre octubre de 2015 y abril de 2017, Park trabajó en Radio Montecarlo y 970 AM. El 22 de mayo de 2017, empezó a conducir Mundo Aspen en Radio Aspen y Tarde de Venus en Radio Venus. El 20 de enero de 2019, se anunció que Park había presentado su renuncia al canal después de que se haya desvinculado al periodista deportivo del mismo canal y su novio Jorge «Chipi» Vera, debido a la finalización de su contrato y la no renovación de este ante la ausencia de compromisos futbolísticos en los canales ese año. Vera no fue notificado por la gerencia que ya no formaba parte de los canales SNT y Paravisión, por lo tanto, Park se reunió con los directivos para hacer saber su inconformidad por la decisión tomada. El 15 de febrero fue el último día de Park en La mañana de cada día. El 5 de diciembre del mismo año, Park empezó a conducir el programa Será un gran día del Trece. En abril de 2022, se informó que Park presentaría el Noticiero del Trece.

## Trabajos

### En televisión
| Año           | Programa              | Notas                                          |
| ------------- | --------------------- | ---------------------------------------------- |
| 2002-2019     | La mañana de cada día | Presentadora                                   |
| 2011-2019     | 24 Horas              | Presentadora                                   |
| 2019-presente | Será un gran día      | Presentadora                                   |
| 2022          | 100 paraguayos dicen  | Participante; episodio emitido el 28 de julio. |
| 2022          | Noticiero del Trece   | Presentadora reemplazante                      |

### En radio
| Año           | Programa       |
| ------------- | -------------- |
| 2017-presente | Mundo Aspen    |
| 2017-presente | Tarde de Venus |

## Vida personal
El 4 de marzo de 2011, dio a luz a su primer hijo, Maximiliano, fruto de la relación que tuvo con el periodista Roberto Pérez hasta 2018.
Park confirmó su relación con su colega Jorge «Chipi» Vera en diciembre de 2018 y se casaron el 31 de diciembre de 2021 en Asunción.